# Obterre
Obterre is een gemeente in het Franse departement Indre (regio Centre-Val de Loire) en telt 254 inwoners in 2011 (267 inw - 1999). De plaats maakt deel uit van het arrondissement Le Blanc. De gemeente is verbroederd met de gemeente Proven in België.

## Geografie
De oppervlakte van Obterre bedraagt 27,7 km², de bevolkingsdichtheid is 9,6 inwoners per km².
De onderstaande kaart toont de ligging van Obterre met de belangrijkste infrastructuur en aangrenzende gemeenten.

## Demografie
Onderstaande figuur toont het verloop van het inwonertal (bron: INSEE-tellingen).

## Bezienswaardigheden
- Zoologisch park
- Hop festival gehouden op het laatste weekend van Augustus
- kerk uit de 16de eeuw gebouw op de plaats van een kapel uit de 12de eeuw.